# Quận Solano, California
Quận Solano là một quận trong tiểu bang California, Hoa Kỳ. Quận lỵ đóng tại thành phố Vallejo2. Theo Cục điều tra dân số Hoa Kỳ, dân số năm 2000 của quận này là 394.542 người 2.

## Thông tin nhân khẩu
Theo điều tra dân số 2 năm 2000, quận này đã có dân số 394.542 người, 130.403 hộ gia đình, và 97.411 gia đình sống trong quận. Mật độ dân số là 476 người trên một dặm vuông (184/km ²). Đã có 134.513 đơn vị nhà ở với mật độ trung bình là 162 dặm vuông (63/km ²). Cơ cấu dân tộc của dân cư quận gồm 56,37% người da trắng, 14,91% da đen hay Mỹ gốc Phi, 0,79% người Mỹ bản xứ, 12,75% người châu Á, 0,78% người đảo Thái Bình Dương, 8,01% từ các chủng tộc khác, và 6,39% từ hai hoặc nhiều chủng tộc. 17,64% dân số là người Hispanic hay Latino thuộc chủng tộc nào. 8,5% là gốc Đức, Ailen 6,4% và 6,0% gốc tiếng Anh theo điều tra dân số năm 2000. 75,7% nói tiếng Anh, 12,1% người Tây Ban Nha và 6,6% tiếng Tagalog làm ngôn ngữ đầu tiên của họ.
Đã có 130.403 hộ, trong đó 39,90% có trẻ em dưới 18 tuổi sống chung với họ, 55,70% là các cặp vợ chồng sống với nhau, 13,80% có chủ hộ là nữ không có mặt chồng, và 25,30% là không lập gia đình. 19,60% của tất cả các hộ gia đình đã được tạo thành từ các cá nhân và 6,50% có người sống một mình 65 tuổi trở lên đã được người. Bình quân mỗi hộ là 2,90 và cỡ gia đình trung bình là 3,33.
Trong quận này dân số có độ tuổi với 28,30% ở độ tuổi dưới 18, 9,20% 18-24, 31,30% 25-44, 21,70% 45-64, và 9,50% 65 tuổi trở lên. Tuổi trung bình là 34 năm. Cứ mỗi 100 nữ có 101,50 nam giới. Cứ mỗi 100 nữ 18 tuổi trở lên, đã có 100,20 nam giới.
Thu nhập trung bình cho một hộ gia đình trong quận đã được 54.099 USD, và thu nhập trung bình cho một gia đình là 60.597 USD. Nam giới có thu nhập trung bình 41.787 đô la Mỹ so với 31.916 $ cho phái nữ. Thu nhập trên đầu cho các quận được 21.731 Mỹ kim. Giới 6,10% gia đình và 8,30% dân số sống dưới mức nghèo khổ, trong đó có 10,30% những người dưới 18 tuổi và 6,30% có độ tuổi từ 65 trở lên.